# Сабасенъярви
Са́басенъя́рви (фин. Saabasenjärvi) — озеро на территории Лоймольского сельского поселения Суоярвского района Республики Карелия.

## Общие сведения
Площадь озера — 2,2 км², площадь бассейна — 344 км². Располагается на высоте 163,3 метров над уровнем моря).
Форма озера лопастная. Берега каменисто-песчаные, местами заболоченные. В северо-западной оконечности в озеро втекает небольшой безымянный ручей, принимая воды озёр Кивиярви и Курасенъярви (фин. Kurosenjärvi). 
Из северо-восточной оконечности из озера вытекает ручей Каллилонйоки (фин. Kallilonjoki), втекающий, минуя озеро Перттиярви (фин. Perttijärvi), в озеро Корпиярви, через которое протекает река Хейняйоки.
Ближе к северо-восточной части на озере имеются три небольших острова без названия.
Населённые пункты близ озера отсутствуют. Ближайший — Лоймола — расположен в 15,5 км к юго-западу от озера.
Код водного объекта в государственном водном реестре — 01040100111102000016504.